# Curte de apel

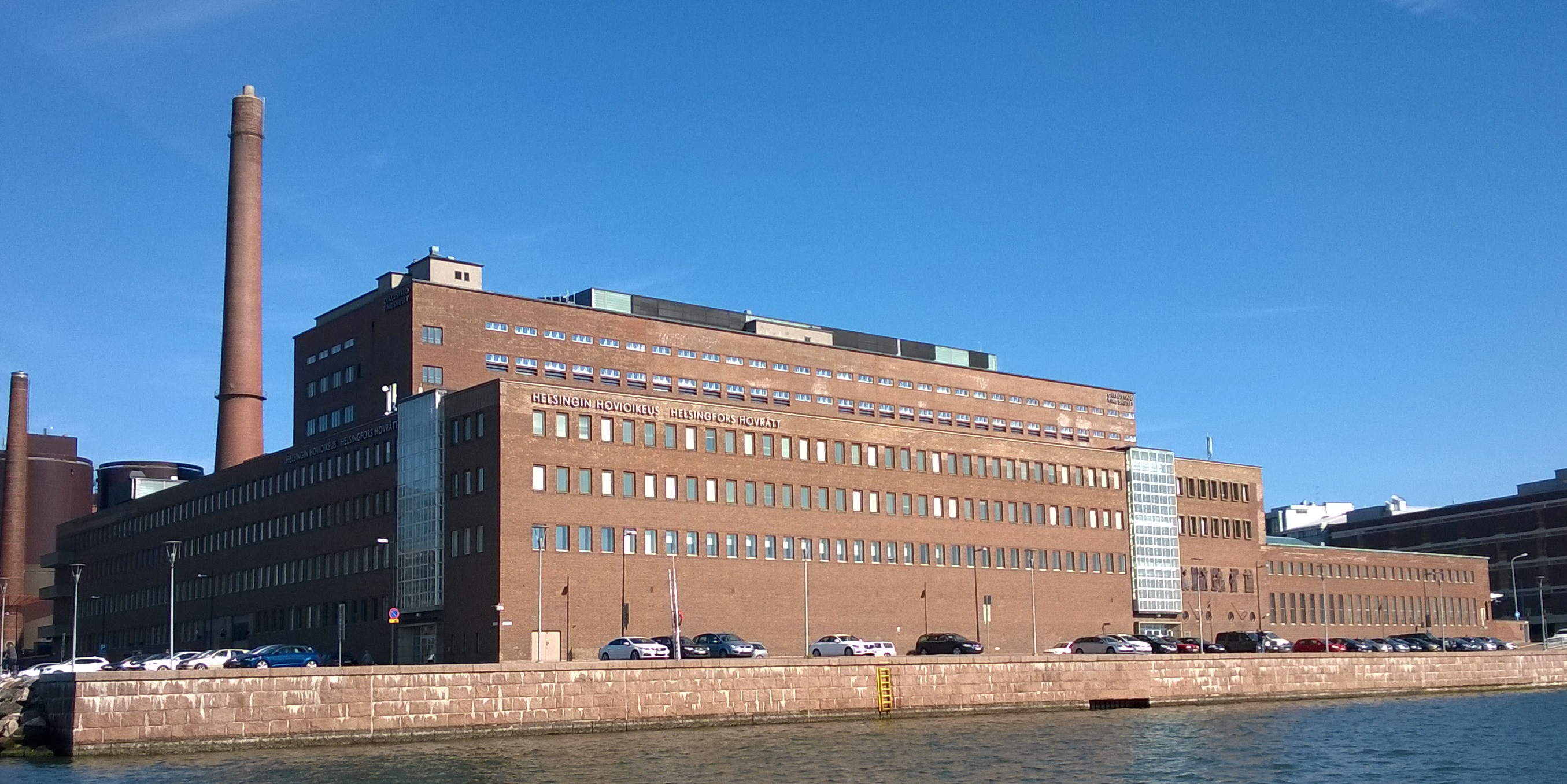
Curtea de apel din Helsinki

Curtea de apel (numită și instanță de apel sau instanță de gradul al doilea) este o instanță judecătorească care are rolul de a reexamina deciziile pronunțate de instanțele inferioare. În majoritatea sistemelor juridice, curtea de apel nu reanalizează faptele cauzei, ci verifică dacă legea a fost aplicată corect și dacă procedurile judiciare au fost respectate în etapa anterioară. Astfel, curțile de apel funcționează ca un mecanism de control judiciar asupra modului în care este interpretată și aplicată legea.
Curțile de apel sunt compuse din completuri de judecători care pot menține, modifica sau anula hotărârea atacată. În anumite situații, cauza poate fi retrimisă instanței inferioare pentru rejudecare.
În dreptul jurisprudențial (precum în Statele Unite, Marea Britanie sau Canada), curțile de apel creează drept prin precedent. Deciziile acestora devin precedente obligatorii pentru instanțele inferioare și pot modela interpretarea legii pe viitor.
În dreptul civil (precum în Franța, Germania sau România), curțile de apel nu creează precedent obligatoriu. Rolul lor este de a asigura aplicarea corectă a legii scrise, în conformitate cu codurile civile, penale și administrative. Deciziile acestora pot avea valoare orientativă, dar nu constrâng alte instanțe în mod formal.